# Feuerwehr Münster
Die Feuerwehr Münster besteht aus der Berufsfeuerwehr Münster und der Freiwilligen Feuerwehr Münster. Sie wurde am 5. Mai 1905 gegründet und untersteht als Amt 37 dem Dezernat I für Bürgerservice, Personal, Organisation, Ordnung, Brandschutz und IT. Der oberste Dienstherr der Feuerwehr Münster ist der Oberbürgermeister der Stadt Münster, vertreten durch den Dezernenten I.
Eine Besonderheit der Feuerwehr ist der Türmer auf dem Kirchturm der Lambertikirche, der sich jeden Abend zum Dienst anmeldet und wie seit dem Mittelalter als Brandwache über die Stadt wacht. Er ist neben dem Türmer von Nördlingen einer von zwei noch aktiven Türmern in Deutschland, zwar nicht als Feuerwehrangestellter, aber als Angestellter der Stadt im Öffentlichen Dienst. Seit dem 1. Januar 2014 übt mit Martje Thalmann erstmals eine Frau dieses Amt in Münster aus.

## Geschichte

### Anfänge bis 1933
Bis zur Gründung der Berufsfeuerwehr Münster im Jahre 1905 war eine ausschließlich Freiwillige Feuerwehr mit zuletzt etwa 300 Mann für die Brandbekämpfung in der Stadt zuständig, die 1871 gegründet wurde. Als mit der Eingemeindung im Jahre 1903 das Stadtgebiet um das Fünffache anwuchs und gleichzeitig die Bevölkerung stetig zunahm, wurde beschlossen, eine ständige Feuerwehr aufzustellen, die vom damaligen Dezernenten für das Stadtlöschwesen, Stadtbaurat Tormin ins Leben gerufen wurde. Ihr Standort war das Betriebsgelände des städtischen Gaswerks am Albersloher Weg. Sie bestand zunächst aus einem Techniker und acht Handwerkern und besaß einen Einzylinder-Opel mit einer Leiter und zwei Motorräder als Einsatzfahrzeuge. Die damalige Dienstzeit betrug 36 Stunden Dienst mit anschließend zwölf Stunden Pause. Bereits kurze Zeit nach der Gründung wurde sie personell verstärkt und mit einem pferdebespannten Transportwagen für Kranke ausgerüstet.
Wenig später wurde das erste Großgerät angeschafft. Es war eine Gasdruckspritze mit zwei Tanks mit jeweils 400 l Fassungsvermögen und einer angebauten Kohlensäureflasche. Mit Hilfe der Kohlensäure wurde das Wasser aus den Schläuchen gespritzt. Nachdem es mit diesem Gerät nicht möglich war, den am 19. November 1911 brennenden Kirchturm der Martini-Kirche zu löschen, wurde eine Dampfdruckspritze beschafft, die bei Großbränden eingesetzt wurde und bis in die 1930er Jahre im Einsatz war.
Die nächsten großen Anschaffungen standen im Jahre 1913 an, als die Berufsfeuerwehr mit einer Automobilmotorspritze, einer Automobildampfspritze und einer 26 m lange fahrbare mechanische Drehleiter ausgerüstet wurde. Gleichzeitig wurden die bisherigen Kompanien der Freiwilligen Feuerwehr in Löschzüge umstrukturiert, die zudem mit dem zur Brandbekämpfung notwendigen Gerät ausgestattet wurden.
Der Erste Weltkrieg führte zu personellen Engpässen in der Berufsfeuerwehr, da ein Großteil der Feuerwehrmänner zum Fronteinsatz eingezogen wurde. Die Hauptlast der Brandbekämpfung während dieser Zeit lag bei der Freiwilligen Feuerwehr, die ihr Personal an die Berufsfeuerwehr abstellte. Kurze Zeit nach Ende des Krieges erreichte deren Personalstärke 18 Mann. Zudem wurde der Wachdienst auf 24 Stunden verkürzt.
Da sich die Bahnschranken am Albersloher Weg immer mehr als zeitraubendes Hindernis bei den steigenden Einsatzzahlen der Feuerwehr herausstellte, erwarb die Stadt von der Reichsbahn ein Gelände im Bereich Albersloher Weg, Hafenweg und Hafenstraße, direkt am oberen Ende des Hafenbeckens des Stadthafens I. Dies trug erheblich zum Erfolg der Brandbekämpfung bei, da von diesem Zeitpunkt an keine wertvollen Minuten mehr durch Warten an geschlossenen Bahnschranken verloren ging.

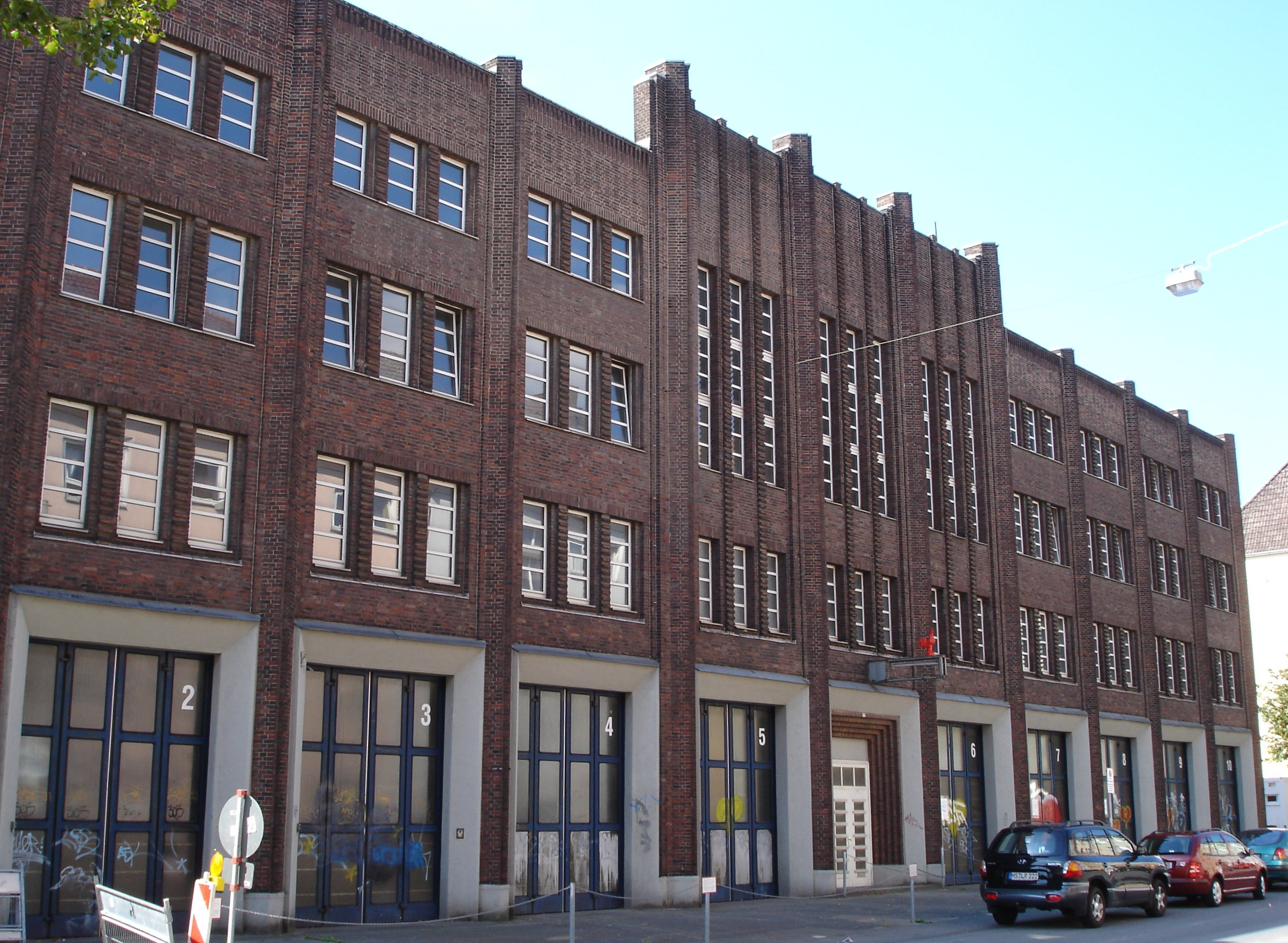
Frontansicht der alten Feuerwache an der Bernhard-Ernst-Straße

Im Jahre 1925 wurden eine Motorspritze mit einer Leistung von 2000 l Wasser pro Minute und eine automobile Drehleiter mit einer Höhe von bis zu 25 m erworben. Gleichzeitig wurde die Feuerwehr auf 27 Mann verstärkt. In den Jahren von 1928 bis 1930 wurde auf dem am Hafen erworbenen Gelände eine neue Feuerwache nach den Plänen des damaligen Stadtbaumeisters Sittel errichtet. Sie zeichnete sich vor allem durch Rutschschächte bzw. Rutschstangen aus allen Ruheräumen in die Alarmhalle, durch Federkraft öffnende Tore und kurze Wege von allen Werkstätten in die Alarmhalle aus. In der Presse wurde sie als die modernste Feuerwache Deutschlands erwähnt.

### 1939 bis 1945

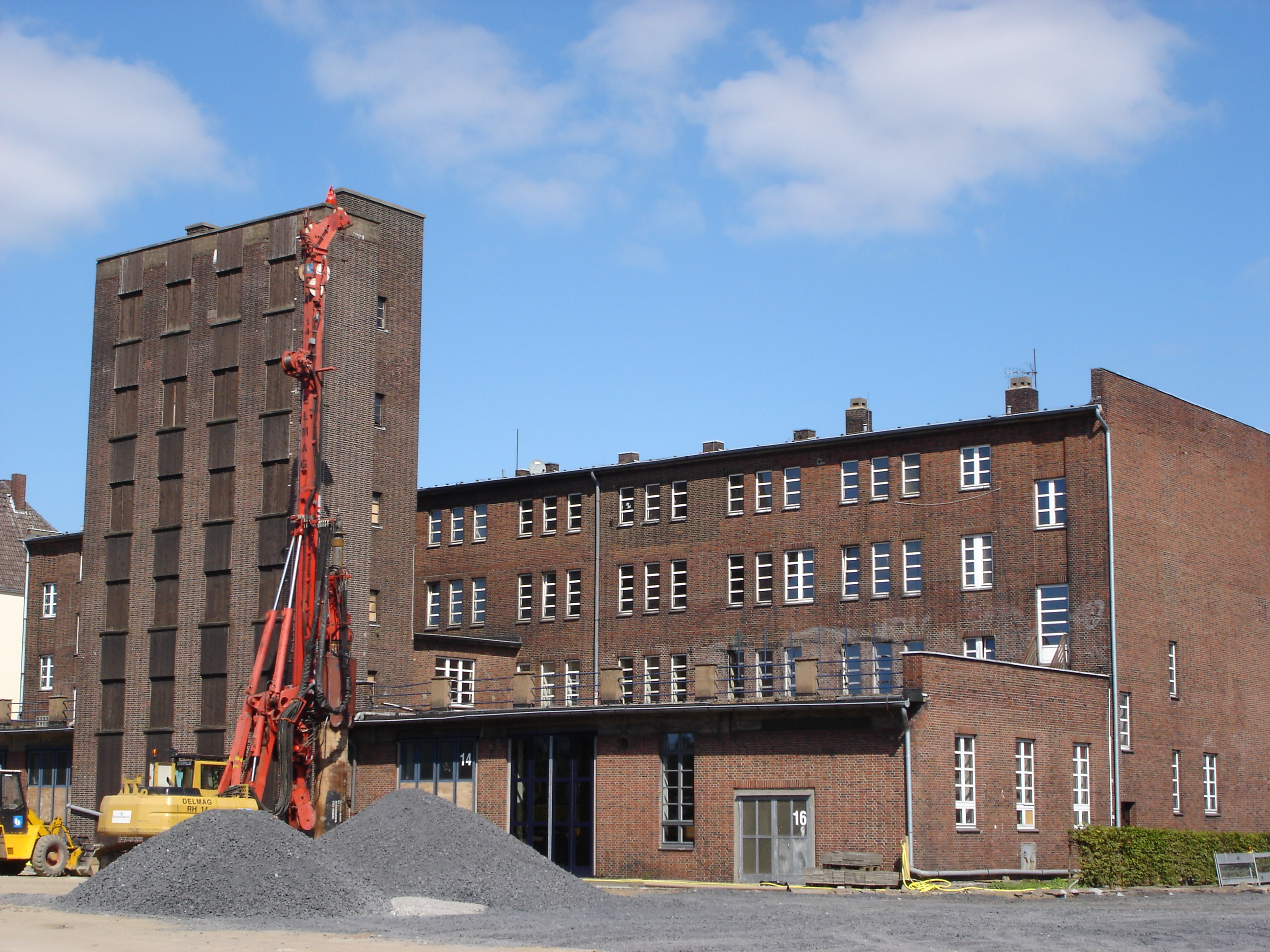
Rückansicht der alten Feuerwache an der Bernhard-Ernst-Straße

Die Gesetzgebung während der Zeit des Nationalsozialismus hatte auch auf die Feuerwehr in Münster erheblichen Einfluss. So wurde mit dem Reichsgesetz über das Feuerlöschwesen am 23. November 1938 die Selbstständigkeit der Freiwilligen Feuerwehr aufgelöst und unterstand als Hilfspolizeitruppe dem Ortspolizeiverwalter. Die Berufsfeuerwehr wurde als Feuerlöschpolizei und später als Feuerschutzpolizei ein Teil der Ordnungspolizei. Zusätzlich bekam sie im selben Jahr mit einer Kraftfahrspritze mit einer Minutenleistung von 1500 l Wasser und einer Drehleiter mit einer Höhe von bis zu 26 m zwei neue Einsatzfahrzeuge.
Während des Zweiten Weltkriegs blieb die Feuerwehr ebenso wie die Stadt Münster nicht von den Luftangriffen der Alliierten verschont. Bereits beim ersten Angriff am 2. Juli 1940 trafen zwei Bomben den Innenhof der Feuerwache und töteten zwei Feuerwehrmänner. Aufgrund der Beschädigungen wurde in der ehemaligen Von-Einem-Kavalleriekaserne an der Steinfurter Straße mit der „Wache Nord“ eine zweite Feuerwache eingerichtet. Die Hauptfeuerwache am Hafen indes wurde bei weiteren Angriffen am 12. und 30. September 1944 so stark beschädigt, dass sie nicht mehr einsatzfähig war. Beim letzten schweren Luftangriff am 25. März 1945, bei dem die Stadt sturmreif bombardiert werden sollte, fielen etwa 1800 Spreng- und über 150.000 Brandbomben. Wegen des Versagens der Hydranten war es nahezu unmöglich, die vielen Brände in der Stadt zu löschen. Kurz vor dem Einmarsch der Alliierten am 2. April 1945 erteilte der Polizeipräsident den Befehl, dass sich die Feuerwehr mit Fahrzeugen und Ausrüstung aller Art in das Weserbergland absetzen solle. Dennoch gerieten sie wie ihre Kameraden, die nicht dem Befehl gefolgt waren, zunächst in Kriegsgefangenschaft. So war die Stadt einige Wochen nach Ende des Krieges ohne jeglichen Feuerschutz, bis die Militärregierung die Aufstellung einer einsatzbereiten Feuerwehr befahl. Die ersten Feuerwehrleute der Nachkriegszeit bestanden aus einzelnen versprengten sowie der Gefangenschaft entkommenen Feuerwehrleuten, darunter auch der Brandrat Doeker, dem der Wiederaufbau der Feuerwehr aufgetragen wurde. Neben dem personellen Problem war ein weiteres Problem das Fehlen jeglicher Ausrüstung. Die Hauptfeuerwache war vollständig, die Feuerwehrhäuser der Freiwilligen Feuerwehr zu 75 % zerstört, darunter die Löschfahrzeuge und die öffentlichen Brandmelder. Es gab nur wenige oder gar keine Schutzbekleidung. Erst nach mühsamen Gesprächen mit älteren Feuerwehrmännern erklärten sich diese bereit, ihren Dienst bei der Freiwilligen Feuerwehr zu übernehmen.
Nach Kriegsende unterstand die Feuerwehr nicht mehr dem Polizeipräsidenten, sondern einem Offizier der Militärregierung. Jene verfügte auch die Umbenennung von Feuerschutzpolizei in Berufsfeuerwehr. Neben der Leitung der Feuerwehr war die Unterstellung der Militärregierung auch von Vorteil, da sie so bevorzugt mit Gerätschaften und Material ausgestattet wurden. Dazu zählten zum Beispiel beschlagnahmte Fahrzeuge, Reifen und Werkzeuge. Daneben begann der Wiederaufbau der Infrastruktur und die Suche nach den gegen Kriegsende verschleppten und teilweise ausgeplünderten Fahrzeugen, die sich in Garagen, Scheunen und Waldstücken wiederfanden. Auch der Wiederaufbau der zerstörten Gebäude nahm konkrete Formen an, so dass im Juli 1945 die Hauptfeuerwache wieder telefonisch erreichbar war. Die Krankentransporte übernahm die Feuerwehr wieder ab 1946, nachdem seit 1944 das Deutsche Rote Kreuz dafür zuständig gewesen war. Dazu wurden deren sieben Fahrzeuge übernommen, von denen allerdings nur zwei bedingt einsatzfähig waren.

### 1945 bis heute
Der Wiederaufbau gestaltete sich jedoch schwierig, was insbesondere auf die allgemeine wirtschaftliche Lage zurückzuführen ist. Erst mit der Währungsreform vom 20. Juni 1948 sollte sich dies ändern. Die Beschaffung neuer Fahrzeuge war möglich, so zum Beispiel ein neues Tanklöschfahrzeug im Jahre 1951. Auch in die Kommunikationseinrichtung wurde investiert. So begann gleichzeitig mit dem Wiederaufbau des Telefonnetzes die Einführung und der Ausbau einer Sprechfunkanlage, die ab 1953 in Betrieb ging. Im Jahre 1955, zum fünfzigjährigen Bestehen der Feuerwehr, war der Wiederaufbau abgeschlossen. Von diesem Zeitpunkt begann der Ausbau der Feuerwehr, insbesondere nachdem durch neue Gesetze des Landes Nordrhein-Westfalen neue Aufgaben auf die Feuerwehr zukam.
Diese neuen Aufgaben machten eine Erweiterung der Feuerwehr unumgänglich. So begannen gegen Ende der 1950er Jahre die Planungen für eine neue Feuerwache, für die im Jahre 1959 ein Vorentwurf vorgelegt wurde. Gleichzeitig besichtigte der Feuerwehrausschuss mehrere Feuerwachen in Bielefeld, Gelsenkirchen, Braunschweig und Zwolle. Das zunächst als neuen Standort geplante Gelände musste ein Jahr später jedoch aufgegeben werden, da die vorhandene Fläche mit etwa 10.000 m² als zu knapp und die Verkehrsanbindung als zu schlecht erachtet wurden. Die Suche nach einem geeigneten Standort wurde fortgesetzt und so konnte 1966 nach langen Verhandlungen mit dem Bund ein Teil des Geländes der ehemaligen Herwarth-von-Bittenfeld-Kaserne an der Grevener Straße / Im Münster Esch (heute York-Ring) mit einer Fläche von 21.072 m² zum Preis von 2.235.000 DM erworben werden. Die feierliche Grundsteinlegung zu diesem Neubau erfolgte durch Münsters Oberbürgermeister Dr. Albrecht Beckel am 19. Juni 1968. Nach zweijähriger Bauzeit war die neue Feuerwache zum 24. Deutschen Feuerwehrtag in Münster vom 17. bis 21. Juni 1970 fertiggestellt. In den darauffolgenden Jahren kam neben einem Feuerwehrhaus für einen Löschzug der Altstadt der Freiwilligen Feuerwehr noch ein Übungsbecken für Taucher hinzu. Die alte Feuerwache am Stadthafen blieb zudem weiterhin in Betrieb.
Mit der Gebietsreform in Nordrhein-Westfalen zum 1. Januar 1975 vervierfachte sich das Einsatzgebiet der Feuer über Nacht von knapp 75 km² auf über 300 km², als mehrere Umlandgemeinden in die Stadt Münster eingegliedert wurden. Trotz des vergrößerten Einsatzgebietes verbesserten sich die Feuerwehreinsätze. Zusätzlich stationierte die Berufsfeuerwehr eine Rettungswache in Hiltrup, die 1986 durch einen größeren Neubau ersetzt wurde. Eine weitere Neuerung im Rettungsdienst trat in Münster zum 1. Januar 1978 in Kraft, nach der zu Rettungseinsätzen seit diesem Zeitpunkt zusätzlich auch immer ein Notarzt zum Einsatzort fährt. Seit dem Jahr 1993 ist zudem ein zweiter Notarzt ständig einsatzbereit.
Im Jahre 1988 wurde das Amt für Zivilschutz aufgelöst und dessen Aufgaben an die Feuerwehr übertragen. So gehören der Unterhalt der Schutzräume und die Trinkwassernotversorgung seit diesem Zeitpunkt ebenfalls zu den Aufgaben der Feuerwehr. Die damit und zudem durch Änderungen am Schichtdienst verbundene Zunahme an Personal machte einen weiteren Ausbau der vorhandenen Gebäude notwendig, so dass die Hauptfeuerwache am York-Ring um ein weiteres Stockwerk und zusätzliche Garagen aufgestockt werden musste.
Im Jahre 1999 war zunächst vorgesehen, die alte Feuerwache am Hafen zu sanieren, nachdem das fast 70 Jahre alte Gebäude dringend sanierungsbedürftig war. Schon kurz nach Beginn der Sanierungsarbeiten stellte sich aber heraus, dass das Gebäude in einem schlechteren Zustand sei als zunächst angenommen. So gab es Risse in den Decken und die Spätfolgen des Krieges sowie die gestiegenen Anforderungen ließen nur das Ergebnis zu, das Gebäude aufzugeben und durch einen Neubau zu ersetzen. Daraufhin beschloss der Rat der Stadt im März 2001 die Sanierungsmaßnahmen einzustellen und eine neue Feuerwache zu errichten, der im Februar 2003 in der Nähe der alten, ursprünglichen Feuerwache begonnen wurde. Nach etwas über einem Jahr Bauzeit wurde die neue Wache im August 2004 in Dienst genommen. Ebenfalls in Dienst gestellt wurden im Jahre 2004 zwei neue Rettungswachen in Mecklenbeck und Kemper.
Die Sondereinsatzgruppe SEG-ABC für atomare, biologische und chemische Gefahrstoffe, die aus dem ehemaligen Löschzug 25 – Gefahrstoffzug hervorgegangen war, wurde am 24. Oktober 2005 aufgelöst. Ihre Aufgaben bestanden darin, Messungen der genannten Gefahrstoffe durchzuführen und Proben zu nehmen.
Ende November 2012 begann der Abriss eines ehemaligen Kasernengebäudes am Koburger Weg zur Vorbereitung des Ausbaus der Feuer- und Rettungswache 1. Seit dem Frühjahr 2013 wurde die Wache um ein viergeschossiges Gebäude erweitert, in dem neben zehn Stellplätzen für Einsatzfahrzeuge auch die Einsatzleitstelle und der städtische IT-Dienstleister Citeq untergebracht sind. Bezugsfertig sollte der Neubau im Sommer 2014 sein und etwa 8,5 Millionen Euro kosten. Die neue Leitstelle wurde in Betrieb genommen und der Anbau am 1. Oktober 2015 feierlich eröffnet.

## Fahrzeuge

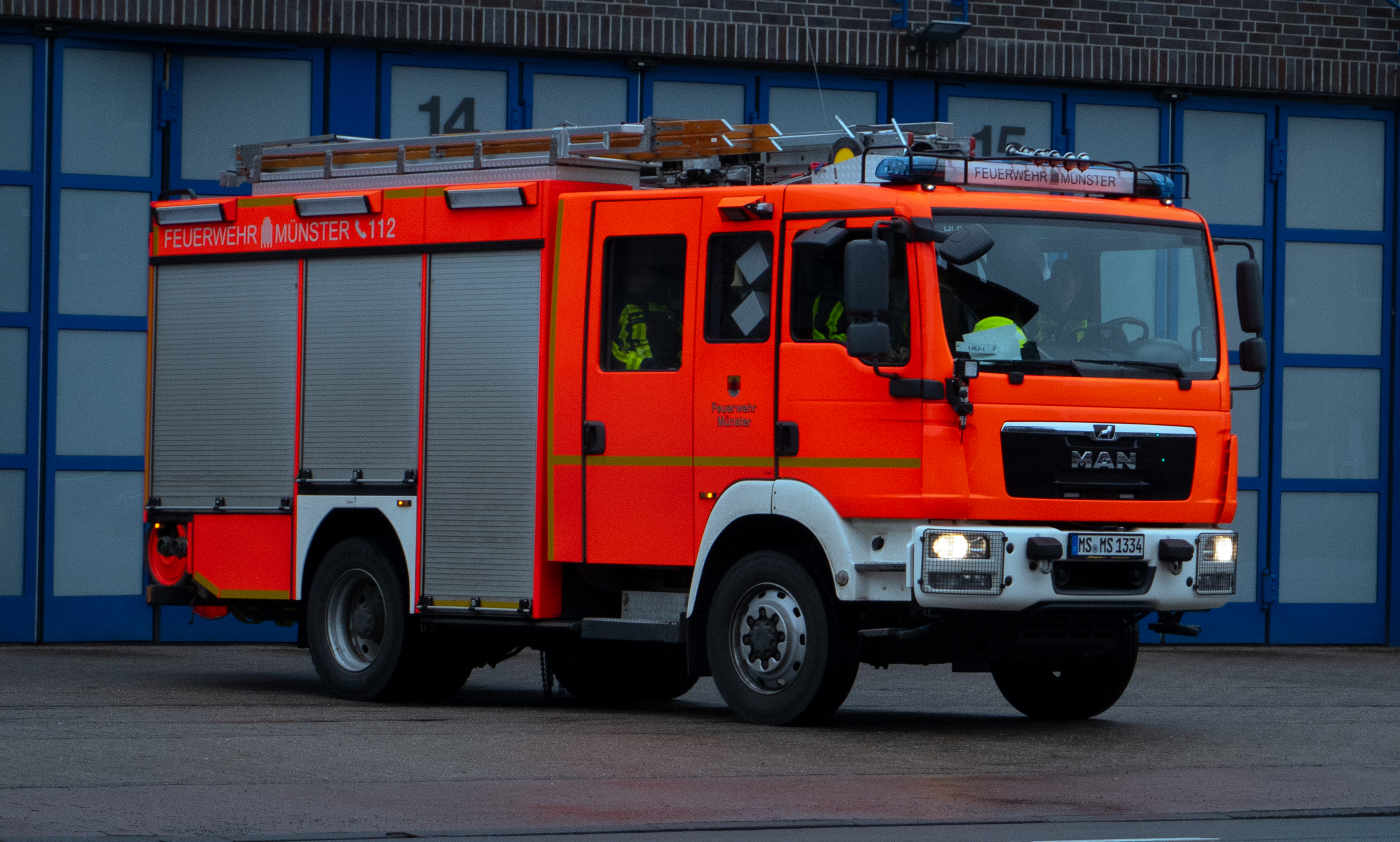
Ein HLF 20 der Berufsfeuerwehr Münster

Der Fuhrpark der Feuerwehr Münster besteht aus mehr als 150 Fahrzeugen. Ein regulärer Löschzug der Berufsfeuerwehr besteht dabei aus folgenden Fahrzeugen:
- Einsatzleitwagen (ELW 1),[4] einem Mercedes Sprinter mit verlängertem Radstand und Allradantrieb. Er ist mit Funk, Funktelefon sowie Literatur zum Einsatz ausgestattet.
- Hilfeleistungslöschgruppenfahrzeug 20/16 (HLF 20/16): Jedem Löschzug ist ein Fahrzeug dieser Art fest zugeordnet. Eine Besonderheit ist die auf 2,30 m reduzierte Breite. Der Löschzug wird durch ein baugleiches Fahrzeug einer weiteren Feuerwache ergänzt („Unterstützungs-LF“).
- Drehleiter mit Korb 23-12 (DLK 23-12), ausgerüstet mit Korb und Hochleistungslüfter zur Entrauchung. Zudem befinden sich zwei Atemschutzgeräte mit doppeltem Luftvorrat an Bord. Auch dieses Fahrzeug ist auf 2,30 m Breite reduziert. Zusätzlich ist die hintere Achse auf Grund der engen Bebauung der Innenstadt separat lenkbar.

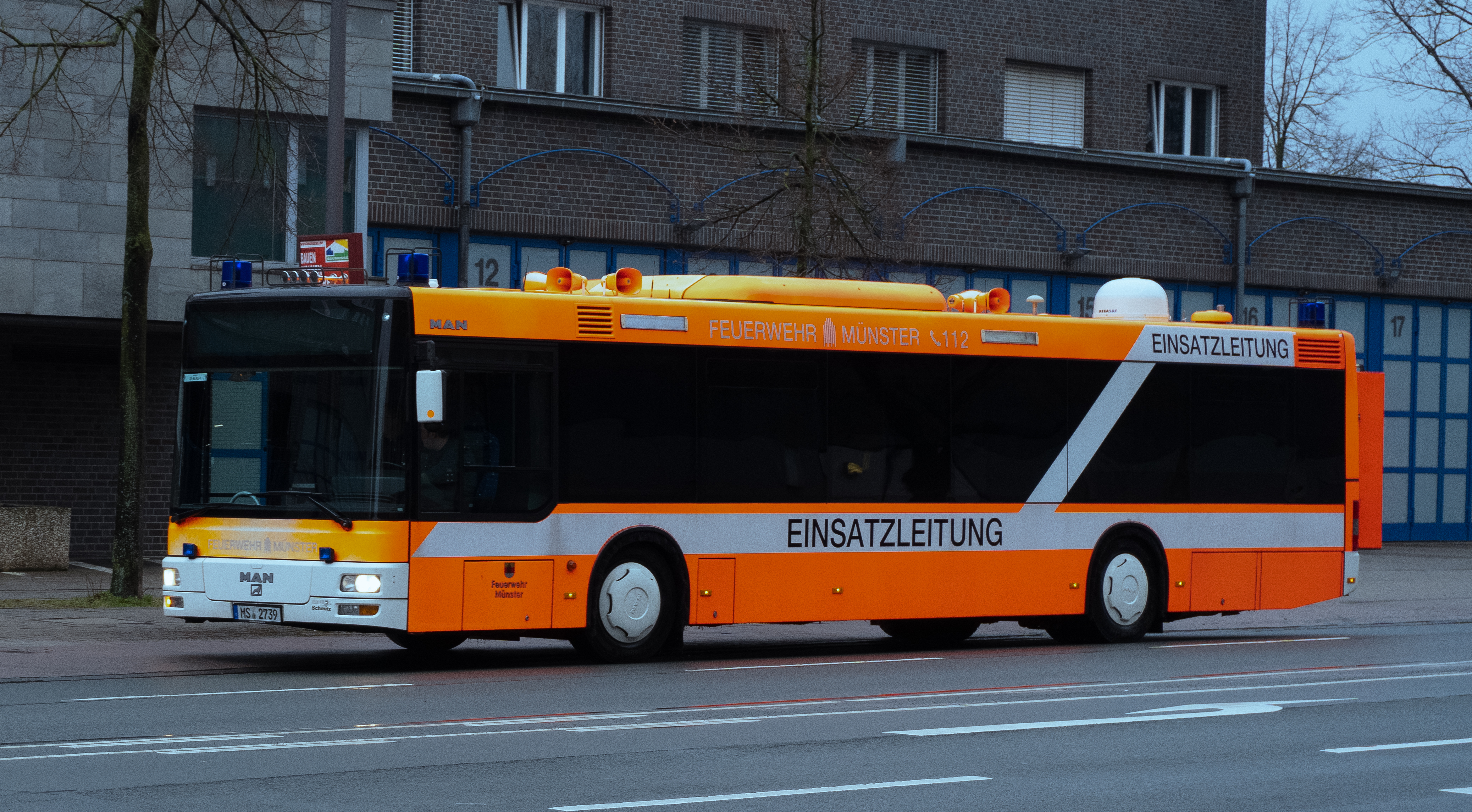
Einsatzleitwagen 2 der Berufsfeuerwehr Münster

- Tanklöschfahrzeug (TLF 24/48): Wie das Löschgruppenfahrzeug ist die Breite ebenfalls auf 2,30 m reduziert. Neben dem Wassertank mit 4800 l Fassungsvermögen sind 500 l alkoholbeständiges Schaummittel und eine Pulverlöschanlage mit 500 kg Löschpulver an Bord.
- Rettungswagen (RTW)

Für Großbrände oder Katastrophen steht mit dem Einsatzleitwagen ELW 2 ein Großraumfahrzeug für die Einsatzleitung mit moderner Kommunikations- und Computertechnik sowie einem Besprechungsraum für bis zu zehn Stabsmitglieder zur Verfügung.
Ein Abrollbehälter sowie zwei bei den Hilfsorganisationen stationierte Gerätewagen können zusammen einen Behandlungsplatz für die Versorgung von 50 Patienten schaffen.
Das größte Fahrzeug ist der Mobilkran mit einer Tragfähigkeit von 45 Tonnen. Dieser ist sogar in der Lage seitwärts – im sogenannten „Krebsgang“ – zu fahren. Der 34 m lange Ausleger ist zudem in der Lage über einen Löschmonitor Wasser mit einer Wurfweite bis zu 100 m abzugeben.
Weitere Fahrzeuge sind unter anderem vier Schlauchwagen mit einer maximalen Förderlänge von jeweils 2000 m sowie ein Fahrzeug zur Personendekontamination und ein Rüstwagen.

## Berufsfeuerwehr

### Feuer- und Rettungswache 1

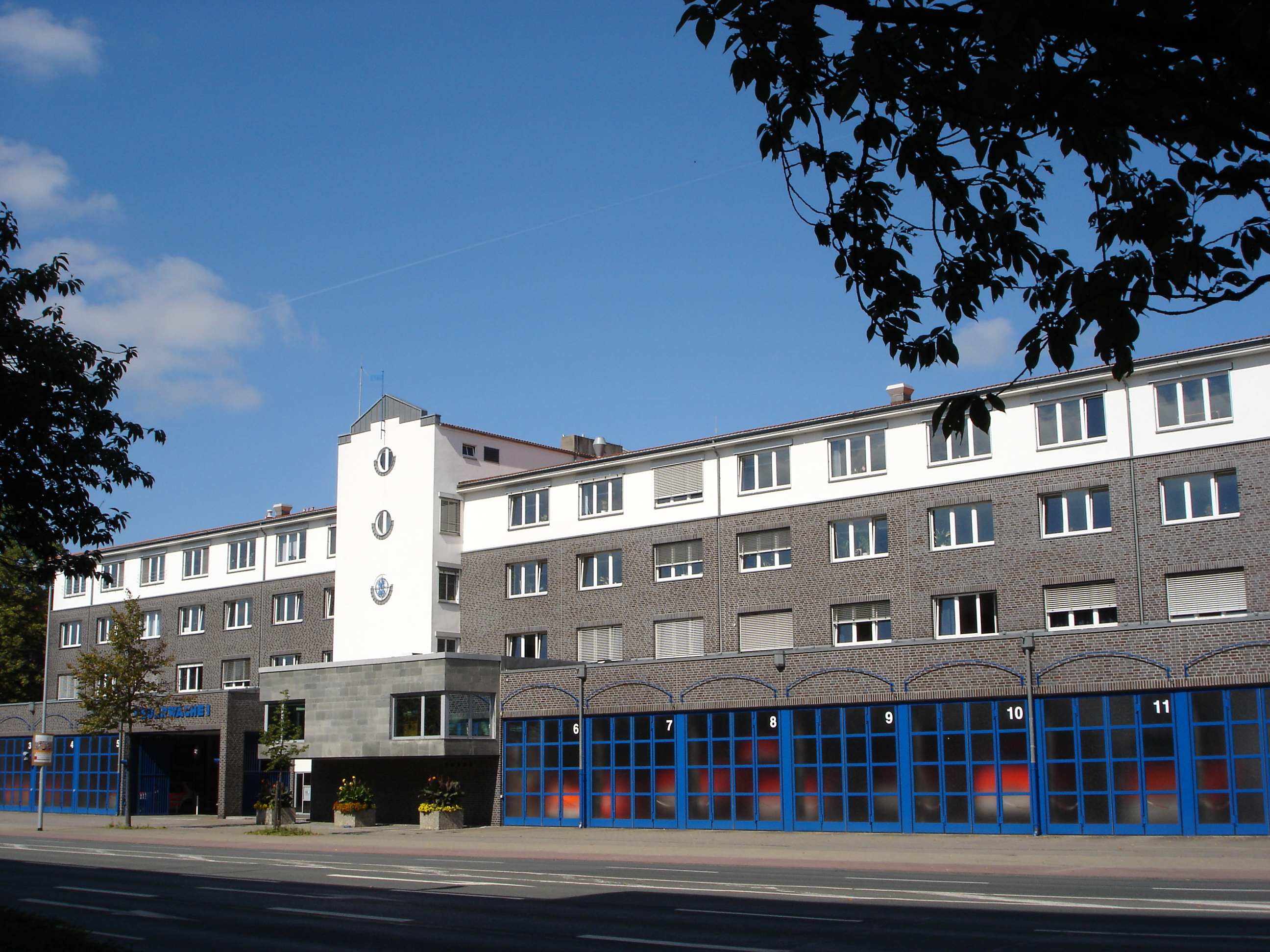
Die Hauptfeuerwache (Feuerwache 1) am York-Ring in Münster

Die Feuer- und Rettungswache 1 der Berufsfeuerwehr Münster hat ihren Standort am York-Ring nordwestlich des historischen Stadtkerns. Sie ist gleichzeitig die Hauptwache der Feuerwehr Münster und beheimatet den 1. Löschzug.

### Feuer- und Rettungswache 2

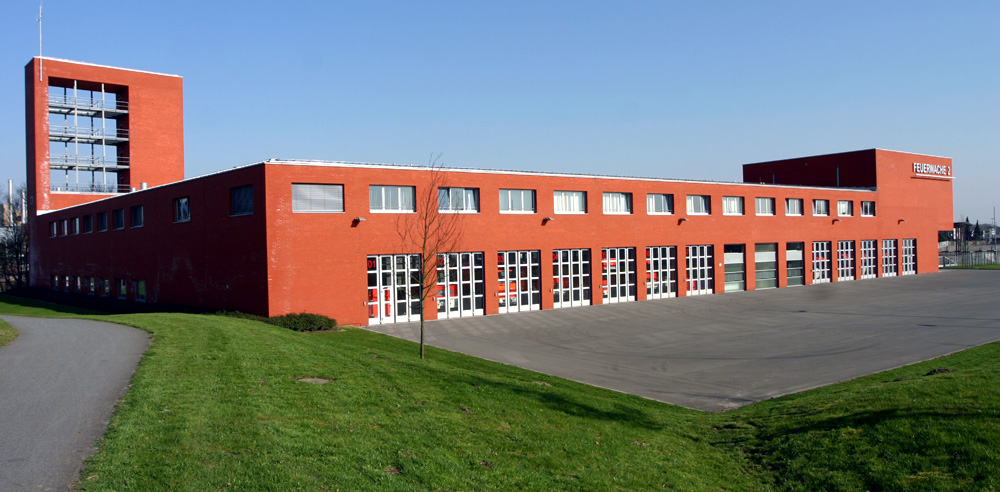
Feuerwache 2

Die Feuer- und Rettungswache 2 befindet sich nahe dem Standort der ersten Feuerwache der Berufsfeuerwehr Münster an der Theodor-Scheiwe-Straße am östlichen Ufer des Dortmund-Ems-Kanals. Sie bietet Platz für 17 Feuerwehrfahrzeuge und ist Standort des 2. Löschzuges. Die von ihr aus getätigten Einsätze umfassen zu rund 20 % Einsätze zur Brandbekämpfung, während 80 % der Einsätze in den Bereich des Rettungsdienstes fallen.
Die Gebäude der Feuer- und Rettungswache 2 umfassen neben den Unterständen der Lösch- und Rettungsfahrzeuge zugleich Werkstätten sowie Seminar- und Schulungsräume, in denen die Feuerwehrausbildung der Angehörigen Berufsfeuerwehr und der Freiwilligen Feuerwehr durchgeführt wird. Zudem verfügt die Feuer- und Rettungswache über einen Übungsturm mit Innenraum-Steiganlage, in dem das Aufsteigen, Abseilen sowie Sichern trainiert wird. Angeschlossen an den Gebäudekomplex der Feuerwache ist für die Belegschaft eine Sporthalle errichtet worden, in der in den Abendstunden Betriebssport durchgeführt wird. Im Innenhof ist zudem ein Sportplatz vorhanden. Ebenfalls im Innenhof befindet sich ein Saugbecken, an dem die Löschwasserentnahme an offenen Gewässern geübt wird.

### Feuer- und Rettungswache 3

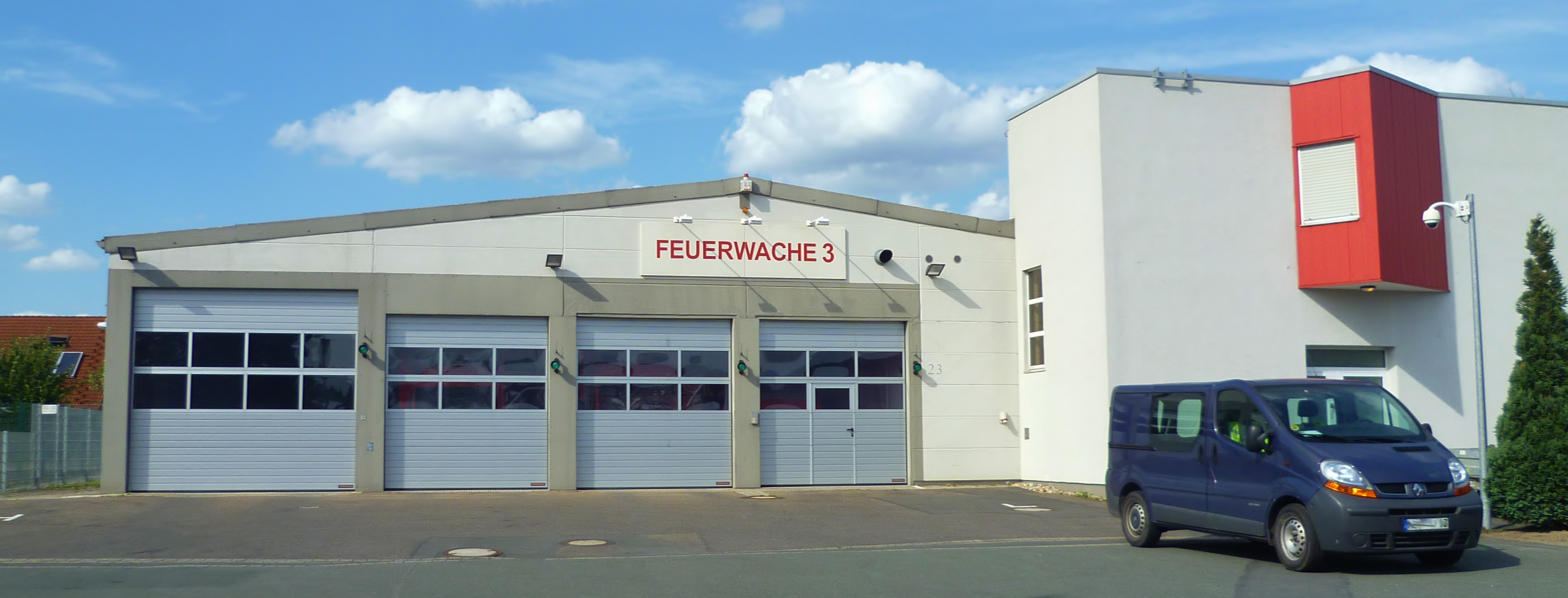
Feuer- und Rettungswache 3

Ende des Jahres 2008 begannen Planungen zur Errichtung eines dritten Löschzuges der Berufsfeuerwehr, der zusätzlich zum Löschzug 21 der Freiwilligen Feuerwehr in Hiltrup ab dem 1. Dezember 2009 stationiert werden sollte.
Am 22. März 2010 wurde die Feuer- und Rettungswache 3 an der Hansestraße 23 eröffnet, hierbei wurden die vormals an der Rettungswache 3 stationierten Fahrzeuge in die neue Wache übernommen. Die Wache ist aktuell mit 12 Kräften besetzt, die einen Löschzug (Einsatzleitwagen, Hilfeleistungslöschfahrzeug und Drehleiter mit Korb) und zwei Rettungswagen, davon einen in Multifunktion mit dem Hilfeleistungslöschfahrzeug, besetzen.
Hintergrund für die Aufstellung eines weiteren Löschzuges der Berufsfeuerwehr war die Tatsache, dass der in der Feuer- und Rettungswache 2 stationierte 2. Löschzug oftmals nicht innerhalb der geforderten acht Minuten am Einsatzort in Hiltrup oder Amelsbüren eintreffen konnte. Dazu wurde zunächst der ehemalige Betriebshof eines Touristikunternehmens an der Hansestraße im Westen von Hiltrup provisorisch umgebaut und fungiert seitdem als Feuerwache. Ab 2021 soll der Löschzug dann in eine eigens neu errichtete Feuerwache am Merkureck, am nördlichen Rand von Hiltrup, umziehen. Der Neubau soll Standplätze für 17 Fahrzeuge bieten.

### Rettungswache 4
Die Rettungswache 4 liegt im Kesslerweg und wird vom DRK betrieben.
Die Wache 4 dient dem DRK-Kreisverband Münster e. V. als Schwerpunkt seiner Rettungsdienstfahrzeuge. Es werden drei RTW und ein NEF vorgehalten. Diese werden vor allem zur Spitzenabdeckung, bei Sanitätsdiensten und im Katastrophenschutz eingesetzt. Zudem sind in der Woche vier (am Wochenende zwei) KTW in der Regelrettung der Stadt Münster hier eingesetzt bzw. stationiert.
Weiterhin sind an der Wache Fahrzeuge der Einsatzeinheiten des Katastrophenschutzes stationiert.

### Rettungswache 5
Die Rettungswache 5 liegt am Gustav-Stresemann-Weg auf der Loddenheide und wird vom Arbeiter-Samariter-Bund betrieben. Neben fünf Krankentransportwagen, welche im Regeldienst eingesetzt sind, werden auch drei Rettungswagen sowie ein Notarzteinsatzfahrzeug vorgehalten. Daneben ist hier ein Intensivtransportwagen, der rund um die Uhr einsatzbereit ist, der Wünschewagen Westfalen sowie die „Einsatzeinheit Münster 01“ mit den entsprechenden Fahrzeugen stationiert. Ergänzt wird das Spektrum durch Fahrzeuge des Medizinischen Transportdienstes.

### Rettungswache 6
Die Rettungswache 6 liegt an der Geringhoffstraße und wird von der Johanniter-Unfall-Hilfe betrieben. Drei Rettungswagen können bei Sonderbedarf besetzt werden und sind zusätzlich regelmäßig bei Großdiensten in der gesamten Stadt Münster im Einsatz. Ebenso ist hier der Standort der Einsatzeinheit Münster 03.

### Rettungswache 7
Die Rettungswache 7 liegt am Daimlerweg und wird vom Malteser Hilfsdienst betrieben. Zwei Rettungswagen werden bei Sonderbedarf besetzt und sind zusätzlich bei Großdiensten in der gesamten Stadt Münster im Einsatz. Ebenso ist hier der Standort der Einsatzeinheit Münster 04.

### Rettungswache 8
Die Rettungswache 8 befand sich im Gebäude des DRK Kreisverbands Münster an der Zumsandestraße. Mit Ende des Jahres 2020 ging die Rettungswache außer Dienst. Grund hierfür ist die nun erfolgte hauptamtliche Einbindung der Hilfsorganisationen in den Regelrettungsdienst. An Wochenenden, Feiertagen sowie nach Anforderung der Berufsfeuerwehr (beispielsweise im Rahmen größerer Lagen) war dort ein RTW stationiert. Das Fahrzeug und das ehrenamtliche Personal wurden von den Münsteraner Hilfsorganisationen (DRK, ASB, JUH, MHD) gestellt.

### Rettungswache 10
Die Rettungswache 10 liegt direkt neben dem Feuerwehrhaus des Löschzuges 10 der Freiwilligen Feuerwehr Münster. Die Wache bietet Platz für 2 Fahrzeuge. Derzeit ist dort ein RTW im 24-Stunden-Dienst besetzt. Bis 2012 war dort auch ein KTW stationiert.

### Rettungswache 16
Die Rettungswache 16 liegt direkt neben dem Feuerwehrhaus des Löschzuges 16 der Freiwilligen Feuerwehr Münster. Sie bietet Platz für 2 Fahrzeuge, ist jedoch nur mit einem RTW bestückt. Der RTW ist rund um die Uhr besetzt.

### Krankentransport
Der qualifizierte Krankentransport wird von der Feuerwehr und über die Hilfsorganisationen abgedeckt. Die Feuerwehr hat an den Wachen 1, 2 und 3 KTW stationiert. Die Hilfsorganisationen Deutsches Rotes Kreuz (Wache 4) und Johanniter-Unfall-Hilfe (Wache 6) stellen jeweils vier Krankentransportfahrzeuge. Der Arbeiter-Samariter-Bund (Wache 5) betreibt fünf KTW, davon ist ein Fahrzeug rund um die Uhr einsatzbereit.

## Freiwillige Feuerwehr
Die Freiwillige Feuerwehr ist seit dem 19. März 2003 in insgesamt 20 Löschzüge sowie einem Gefahrstoffzug organisiert. Zuvor bestanden insgesamt 21 Löschzüge. Sie verteilen sich flächendeckend über das gesamte Stadtgebiet.

### Löschzug 04 – Altstadt
Der Löschzug 04 besteht schon seit der Eingemeindung von Teilen der Umlandgemeinden im Jahre 1903. Nachdem zunächst insgesamt drei Einheiten die Bezeichnung „Altstadt“ trugen, trägt seit 1949 nur noch der Löschzug 04 diese Bezeichnung. Sein Standort ist auf dem Gelände der Rettungs- und Feuerwache 1 am York-Ring. Ihm kommt die Aufgabe zu, bei Einsätzen des ersten Löschzuges der Berufsfeuerwehr die Hauptwache zu besetzen, um so die Alarmbereitschaft sicherzustellen.
Der Fuhrpark des Löschzuges besteht aus einem Hilfeleistungslöschgruppenfahrzeug 20, einem Löschgruppenfahrzeug 20 für den Katastrophenschutz sowie einem Mehrzweckfahrzeug (MZF). Außerdem werden je nach Alarmsituation weitere Fahrzeuge der Berufsfeuerwehr wie beispielsweise der GW-Rett oder verschiedene Wechselladerfahrzeuge besetzt.

### Löschzug 05 – Gievenbeck

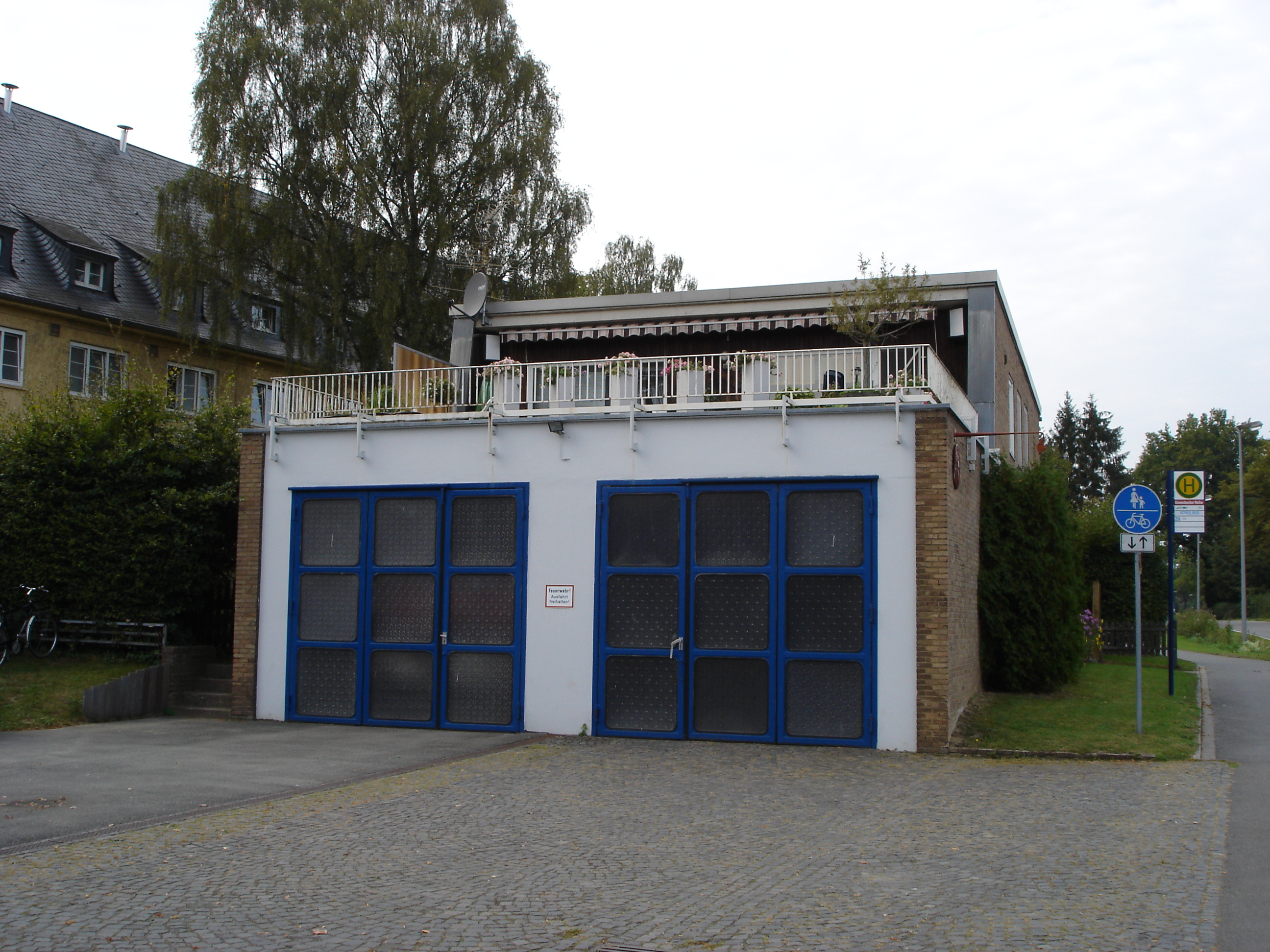
Altes Feuerwehrhaus des Löschzuges Gievenbeck

Die erste Feuerwehr in Gievenbeck besteht seit dem Jahr 1908. Im Jahre 1911 wurde das erste Feuerwehrhaus fertiggestellt. Es befindet sich an der Roxeler Straße, südlich der Wohnbebauung. Im Jahre 2010 wurde ein neu gebautes Feuerwehrhaus an der Straße Bernings Kotten eingeweiht. Der Fuhrpark besteht aus vier Fahrzeugen, einem Hilfeleistungslöschgruppenfahrzeug 20, einem Löschgruppenfahrzeug 20 Katastrophenschutz, einem ABC-Erkundungskraftwagen sowie einem Mess- und Warnfahrzeug (MWF). Hinzu kommt ein Lichtmastanhänger (kurz: FwA-Lima).

### Löschzug 06 – Kinderhaus

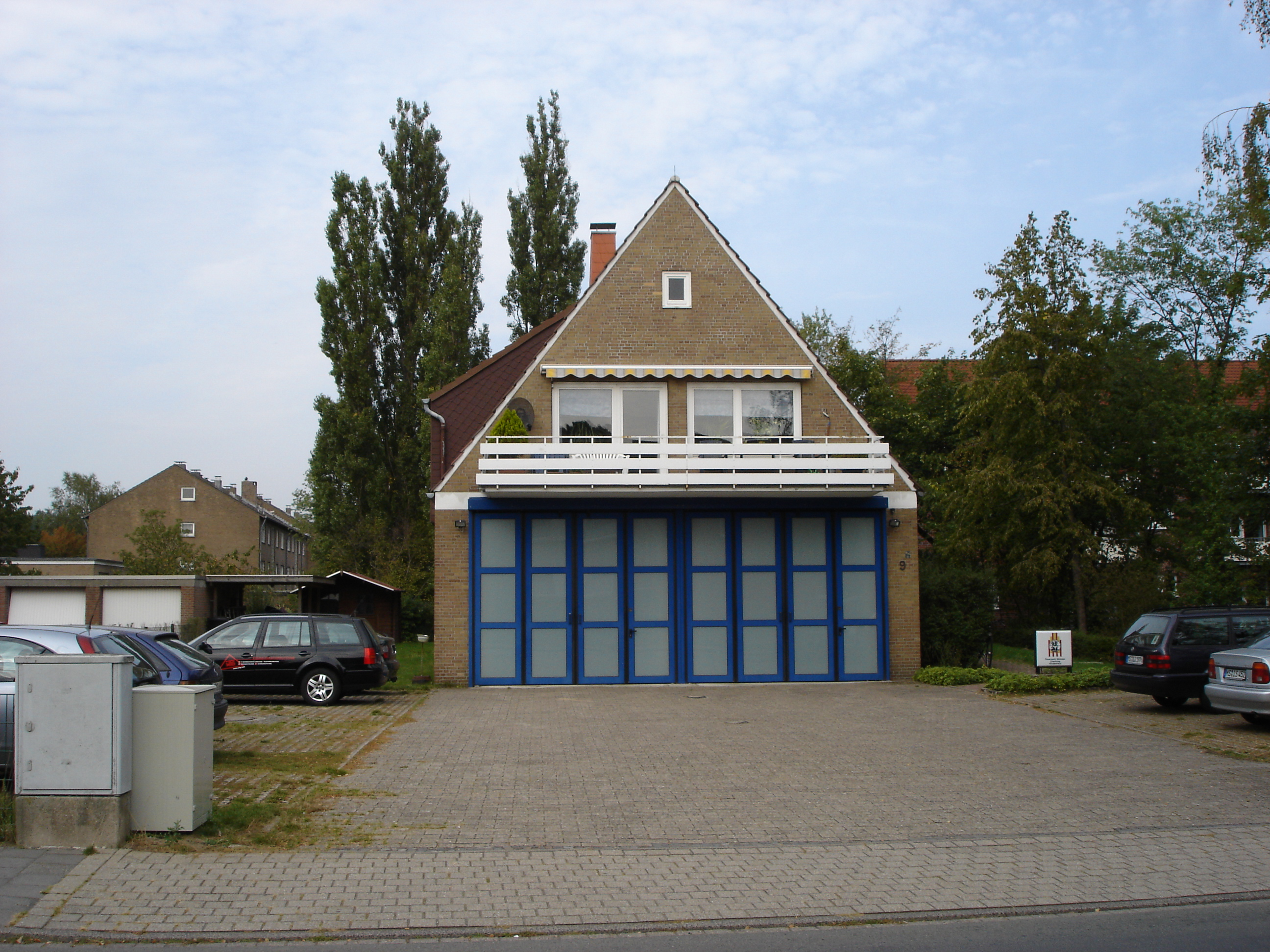
Feuerwehrhaus des Löschzuges Kinderhaus bis Februar 2016

Eine Feuerwehr gab es in Kinderhaus bereits vor der Eingemeindung im Jahre 1903. Die bis dahin zuständige Pflichtfeuerwehr wurde daraufhin in eine Freiwillige Feuerwehr umgewandelt. Der Standort des Löschzuges befand sich bis Anfang 2016 am Wangeroogeweg 9. Seit April 2016 befindet sich der Löschzug in einem neuen Feuerwehrhaus an der Kristiansandstraße 120 am Schulzentrum von Kinderhaus. Neben dem Löschzug 04 kommt dem Zug die Aufgabe zu, bei Bedarf die Hauptfeuerwache zu besetzen. Zu den Fahrzeugen des Löschzuges gehören ein Hilfeleistungslöschgruppenfahrzeug 20, ein Löschgruppenfahrzeug 20 für den Katastrophenschutz sowie einem Mess- und Warnfahrzeug.

### Löschzug 07 – Gremmendorf
Der Löschzug 07 in Gremmendorf ist seit dem 10. Oktober 1909 der Nachfolger der vorher bestandenen Pflichtfeuerwehr. Seit dem Jahr 1979 befindet sich der Standort des Löschzuges mit einem Löschgruppenfahrzeug 16 mit Tragkraftspritze, einem Hilfeleistungslöschgruppenfahrzeug 20/16 und einem Gerätewagen Löschwasser-Rückhaltung am Erbdrostenweg.

### Löschzug 08 – Hafen (aufgelöst)
Der Löschzug 08 war der jüngste Löschzug der Freiwilligen Feuerwehr in Münster. Er wurde im Jahre 1972 gegründet und bestand überwiegend aus den Feuerwehrmännern der Werkfeuerwehr OSMO (Fa. Ostermann & Scheiwe) und war im selben Feuerwehrhaus untergebracht. Mit der Liquidation des Unternehmens wurde der Löschzug am 19. März 2003 aufgelöst. Die Ausrüstung bestand aus einem Löschgruppenfahrzeug 8 und den Fahrzeugen der Werkfeuerwehr (LF 24, LF 16/24, TLF 16/25, DLK 23/12, GW-Öl, KdoW). Die Wachbezeichnung 08 wird jetzt von der 2. DRK Einsatzeinheit am Standort Zumsandestraße weitergeführt.

### Löschzug 09 – Geist

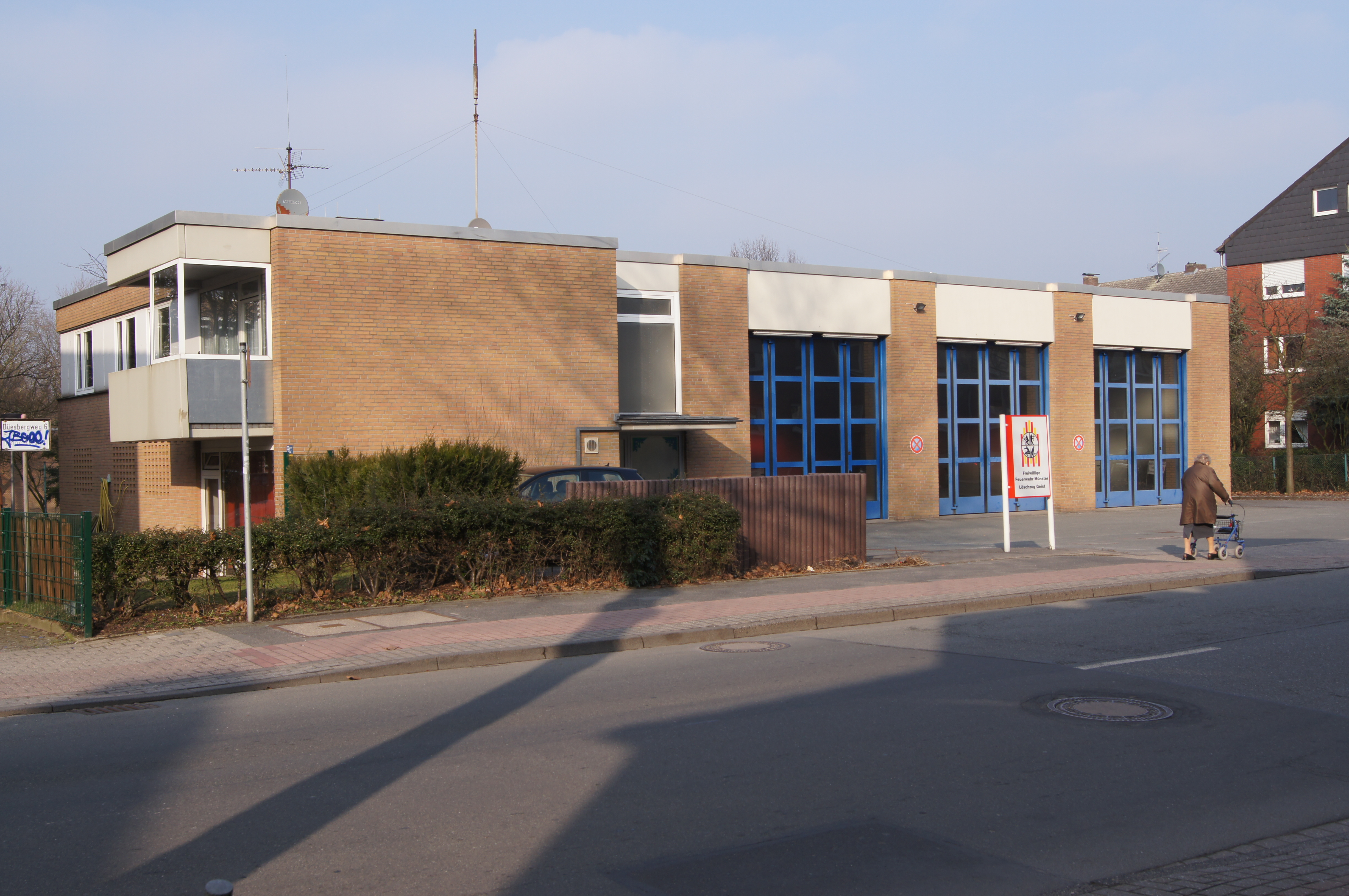
Neubau von 1977 für den Löschzug 09 Geist

Der erste Löschzug in Geist erfolgte am 10. August 1908. Nach dem Zweiten Weltkrieg dauerte es bis zum Sommer 1964, bevor die Freiwillige Feuerwehr im Geistviertel neu gegründet werden konnte. Nachdem der Löschzug zunächst in der Weißenburg-Kaserne stationiert war, zog er im Jahre 1977 in den Neubau am Düesbergweg um. Eine besondere Aufgabe besteht darin, die Feuer- und Rettungswache 2 der Berufsfeuerwehr zu besetzen, falls diese zu einem längeren Einsatz ausgerückt ist. Die Ausrüstung des Löschzuges besteht aus einem Hilfeleistungslöschgruppenfahrzeug, einem Löschgruppenfahrzeug 20 für den Katastrophenschutz sowie einem Mehrzweckfahrzeug.

### Löschzug 10 – Mecklenbeck
Der Löschzug 10 ist in Mecklenbeck beheimatet und existiert bereits seit dem Jahr 1900 als Freiwillige Feuerwehr. Seit dem 24. April 2004 ist der Zug in einem neu errichteten Feuerwehrhaus mit integrierter Rettungswache stationiert. Die Einsatzfahrzeuge umfassen ein Löschgruppenfahrzeug 20/16, Löschgruppenfahrzeug 16 mit Tragkraftspritze sowie eine Drehleiter mit Korb 23-12.

### Löschzug 11 – Roxel

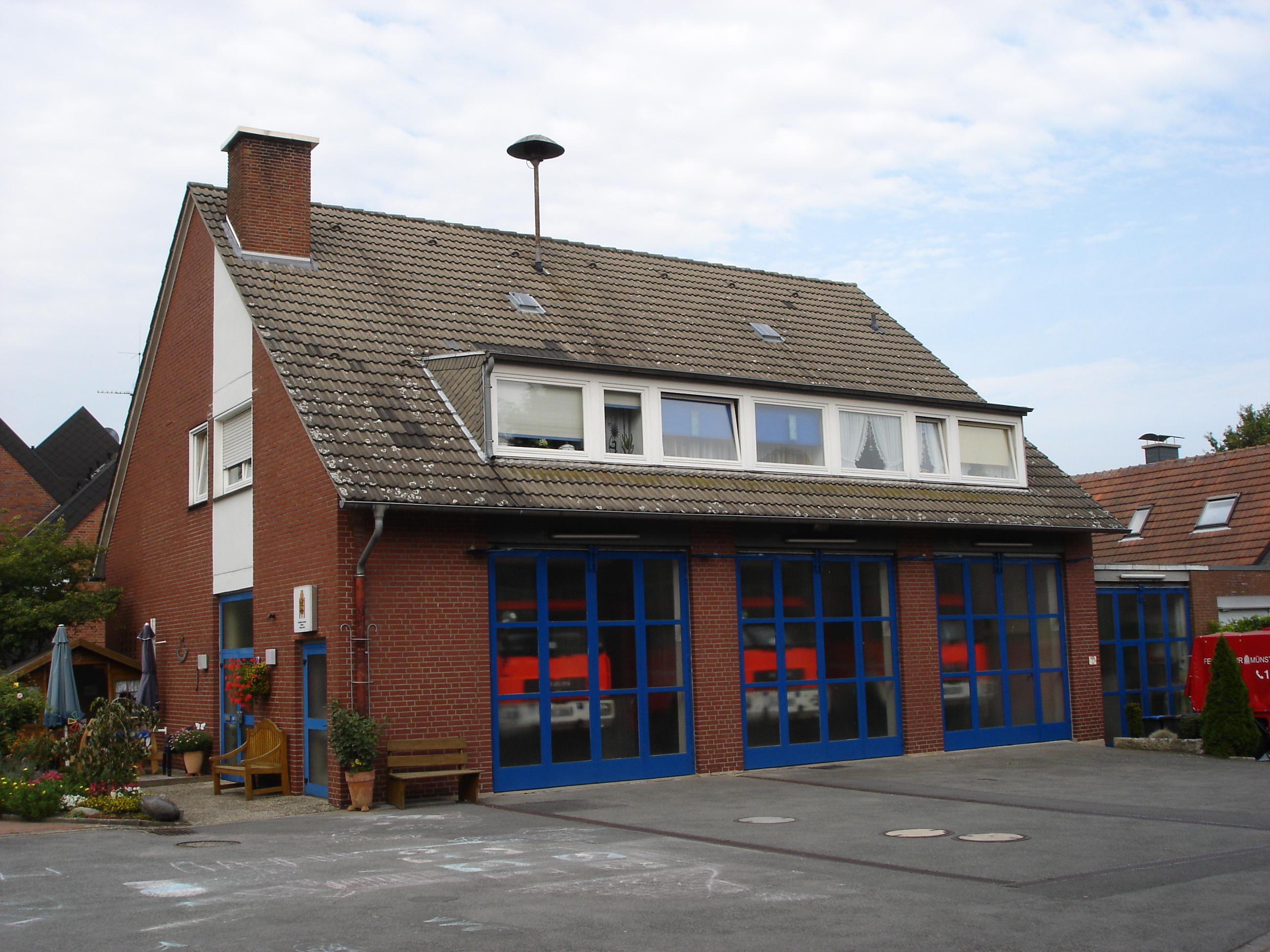
Feuerwehrhaus des Löschzuges Roxel

Der Löschzug 11 der Freiwilligen Feuerwehr in Roxel existiert seit dem Sommer 1906 und umfasste 45 Mann. Nach dem Bau eines ersten Feuerwehrhauses im Jahre 1929 folgte 1967 ein Neubau am Standort Thieplatz. Neben den Brand- und Rettungseinsätzen stellt die Freiwillige Feuerwehr in Roxel zudem den Verpflegungszug der Feuerwehr Münster. Zur Ausrüstung gehören ein Hilfeleistungslöschgruppenfahrzeug 20/16, ein Löschgruppenfahrzeug 10/6, ein Schlauchwagen 2000 mit Truppbesatzung, ein Mannschaftstransportfahrzeug sowie ein Feldkochherd.

### Löschzug 12 – Nienberge
Die 1908 gegründete Freiwillige Feuerwehr in Nienberge ist als Löschzug 12 in der Feuerwehr Münster organisiert. Erst im Jahre 1945 bekam sie das erste motorisierte Gerät zugeteilt. Seit 1950 befindet sich das in den Jahren 1975 und 1994/95 erweiterte Feuerwehrhaus an seinem Standort an der Kurneystraße. Die Ausrüstung des Löschzuges 12 besteht aus einem LF 20 KatS, einem HLF 20/16 sowie einem TLF-V auf Tatra-815-7-Fahrgestell.

### Löschzug 13 – Häger-Uhlenbrock
Die Gründung der Freiwilligen Feuerwehr in Häger geht auf eine private Initiative im Jahre 1909 zurück. Bis ins Jahr 1940 bestand die Ausrüstung aus nur einer einzigen Handpumpe. Erst ab 1955 begann die Ausrüstung mit modernen Geräten. Nachdem der Löschzug 13 zunächst an der Uhlenbrocker Schule und nach deren Verkauf eine Zeit lang in einer privaten Scheune untergebracht war, bezog er erst 1989 das jetzige Feuerwehrhaus. Die Ausrüstung besteht aus einem Löschgruppenfahrzeug 20 für den Katastrophenschutz, einem Hilfeleistungslöschgruppenfahrzeug 20 sowie einem Mess- und Warnfahrzeug.

### Löschzug 14 – Sprakel
Auch in Sprakel geht der Löschzug 14 der Freiwilligen Feuerwehr auf eine Pflichtfeuerwehr zurück, die bereits um 1850 bestand. Die Umwandlung in die Freiwillige Feuerwehr erfolgte am 19. Juni 1904. Dabei bestand die erste Ausrüstung aus einer alten Handspritze, die von der Berufsfeuerwehr Münster geschenkt wurde und bis 1939 im Einsatz war. Das Feuerwehrhaus befand sich zu dieser Zeit noch in einer alten Schule und wurde erst 1970 durch einen Neubau an der Nienberger Straße ersetzt. Die Ausrüstung des Löschzuges besteht aus einem Hilfeleistungslöschgruppenfahrzeug 20 und einem Löschgruppenfahrzeug 8/6.

### Löschzug 15 – Gelmer
Die Freiwillige Feuerwehr in Gelmer wurde bereits im Jahre 1899 gegründet und war in einem notdürftig hergerichteten Bretterschuppen stationiert, der erst im Jahre 1927 durch ein massives Feuerwehrhaus ersetzt wurde. Das erste Fahrzeug nahm der Löschzug 15 im Jahre 1959 in Betrieb. Seit 1984 ist der Löschzug in einem Neubau an der Gittruper Straße stationiert, der Platz für drei Großraumfahrzeuge bietet. Bei diesen Fahrzeugen handelt es sich um ein Hilfeleistungslöschgruppenfahrzeug 20, ein Löschgruppenfahrzeug 20 für den Katastrophenschutz sowie einen Tanklöschfahrzeug 4000.

### Löschzug 16 – Kemper

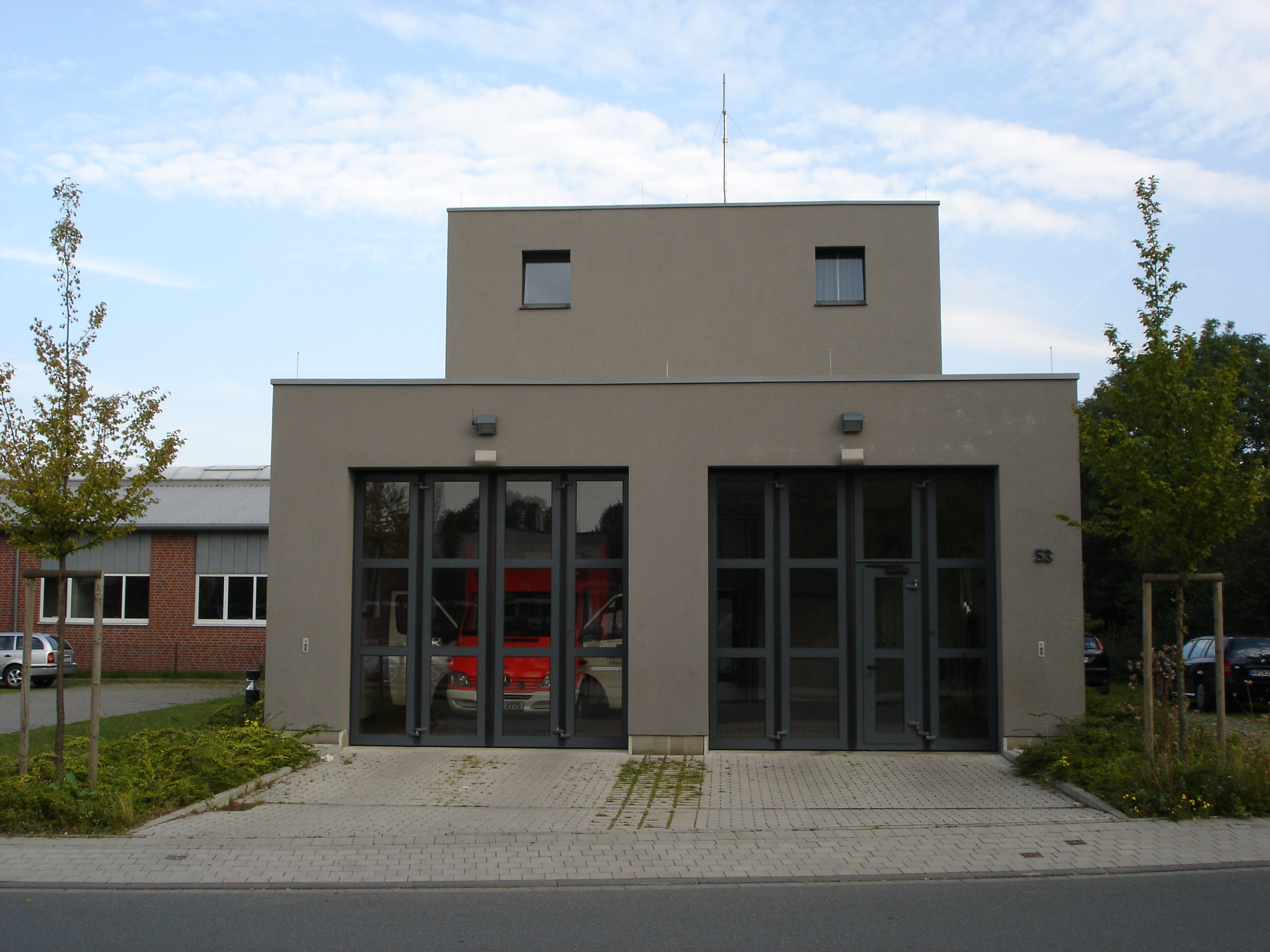
Rettungswache Kemper

Der Löschzug 16 der Freiwilligen Feuerwehr in Kemper ist an der Rudolf-Diesel-Straße stationiert. Die Gründung geht bereits auf das Jahr 1907 zurück und ist seit der Gebietsreform 1975 als Löschzug 16 in die Feuerwehr Münster integriert. Nachdem sie zunächst ihr Feuerwehrhaus in ein 1920 erbautes Spritzenhaus am Schiffahrter Damm verlegten und anschließend knapp 25 Jahre provisorisch auf einem Bauernhof untergebracht waren, bezog die Feuerwehr 1999 ihr neues Feuerwehrhaus, das Platz für drei Großfahrzeuge bietet. Zum Fuhrpark des Löschzuges gehören ein Hilfeleistungslöschgruppenfahrzeug 20, ein Löschgruppenfahrzeug 8/6, einen Dekontaminationslastkraftwagen Personen mit einem eigenen umgebauten Anhänger mit unterstützenden Gerätschaften und ein Mess- und Warnfahrzeug.

### Löschzug 17 – Handorf
In Handorf stationiert ist der Löschzug 17 der Freiwilligen Feuerwehr, die bereits im Jahre 1898 gegründet wurde. Sie ist Nachfolgerin einer bereits zuvor bestehenden Pflichtfeuerwehr und übernahm auch deren Ausrüstung. Im Jahre 1967 bezog sie ihr neues und aktuelles Feuerwehrhaus an der Drostestraße. Als Fahrzeuge stehen ein Tanklöschfahrzeug 16/25, ein Löschgruppenfahrzeug 8/6 sowie ein Löschgruppenfahrzeug 16/12 bereit. Der Ausrückbezirk umfasst den Ortskern von Handorf mit den Ortsteilen Dorbaum, Hornheide, Sudmühle und Kasewinkel. Im Einsatzgebiet befindet sich ein Gewerbegebiet, ein Seniorenzentrum, die Fachklinik Hornheide, die Bahnlinien Münster – Osnabrück und Münster – Bielefeld sowie eine Bundeswehr-Kaserne und das Außengeländes des IdF NRW. Darüber hinaus betreut der Handorfer Löschzug vier Löschwasseraußenlastbehälter für die Waldbrandbekämpfung, die mit Hubschraubern (CH-53) der Bundeswehr eingesetzt werden.

### Löschzug 18 – St. Mauritz/Werse-Laer

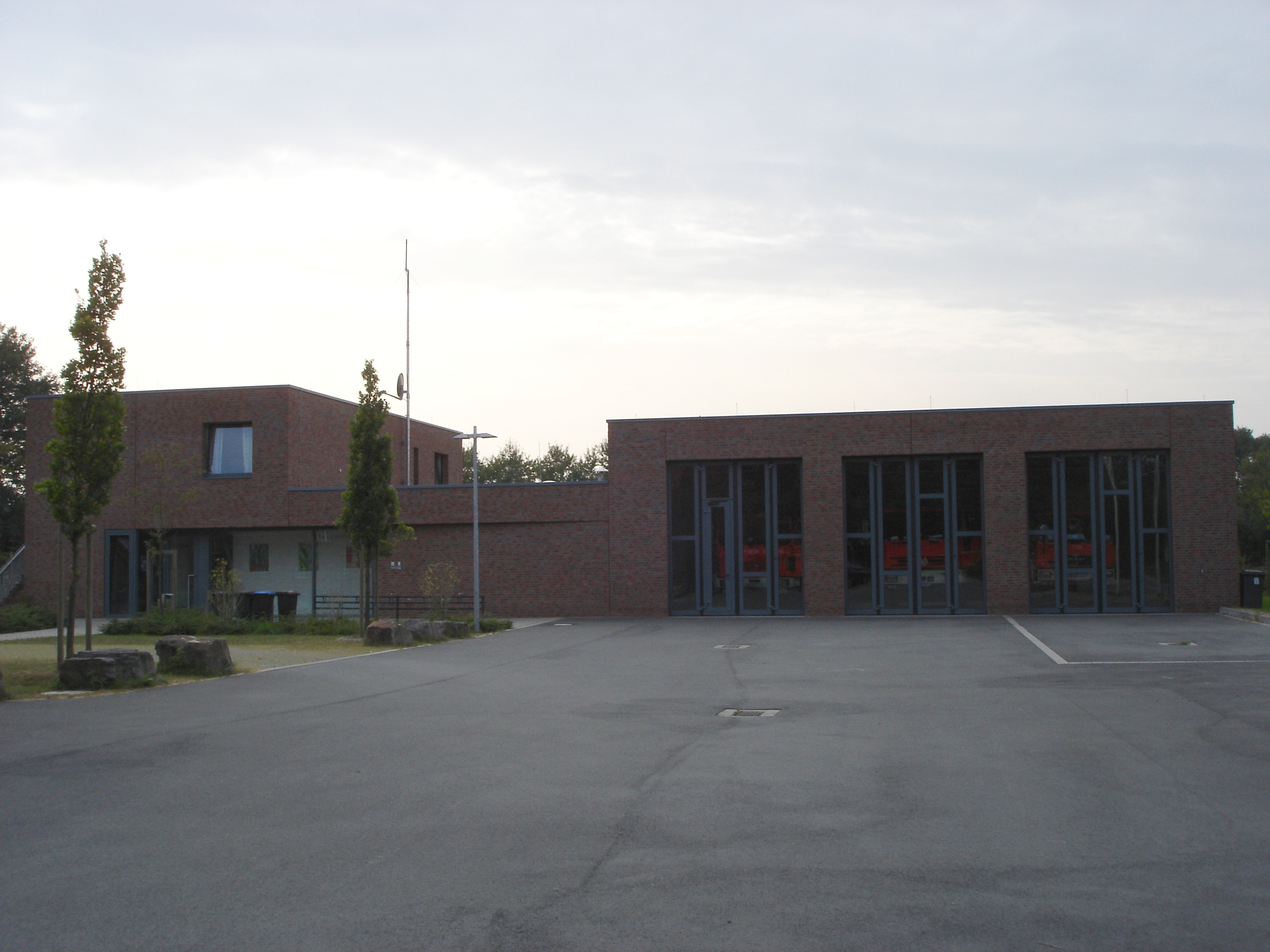
Feuerwehrhaus des Löschzuges Werse-Laer

Der Löschzug 18 Werse-Laer befindet sich im Südosten von St. Mauritz in unmittelbarer Nähe zur Werse gelegen.
Nachdem der Löschzug Werse-Laer seit Anfang der 1970er Jahre in behelfsmäßigen Feuerwehrhäusern seinen Dienst verrichtet hatte, konnte im Mai 2004 ein nicht nur zweckmäßiges, sondern auch architektonisch anspruchsvolles Feuerwehrhaus bezogen werden. An der Wolbecker Straße, einer der Hauptzufahrtstraßen im Osten von Münster, gibt es Besuchern und Pendlern gleichermaßen einen ersten Eindruck auf die städtebaulichen Ansprüche der Stadt, fügt sich aber dennoch harmonisch in die ländliche Struktur der Bauerschaften Werse und Laer ein.
Dem im Jahre 1906 gegründeten Löschzug stehen drei Einsatzfahrzeugen zur Verfügung. Neben einem Tanklöschfahrzeug 16/25 und einem Löschgruppenfahrzeug 8/6 wurde dem Löschzug mit Bezug des neuen Feuerwehrhauses ein Schlauchwagen 2000 mit Truppbesatzung übergeben. Die ländliche Struktur mit Einzelgehöften und der Werse mit seinen angrenzenden Bootshäusern, prägen nicht nur das Landschaftsbild, sondern auch das Einsatzspektrum.

### Löschzug 19 – Wolbeck
Der Löschzug 19 der Freiwilligen Feuerwehr in Wolbeck wurde als Nachfolger einer Pflichtfeuerwehr am 17. Mai 1908 gegründet. Dabei konnte das Gerät sowie das Feuerwehrhaus übernommen werden. Aktuell verfügt der Löschzug über einen Fuhrpark bestehend aus einem Löschgruppenfahrzeug 16 mit Tragkraftspritze, einem Löschgruppenfahrzeug 16/12 sowie einer Drehleiter mit Korb 23-12.

### Löschzug 20 – Angelmodde
Der Löschzug 20 in Angelmodde zählt zu den jüngeren Löschzügen der Freiwilligen Feuerwehr in Münster. Er wurde im Jahre 1925 gegründet und ist an der Straße Alt Angelmodde stationiert. Zur Ausrüstung gehören ein HLF 20/16, ein Löschgruppenfahrzeug 20 für den Katastrophenschutz, ein Mess- und Warnfahrzeug, ein ABC-Erkundungskraftwagen und ein Mehrzweckboot.

### Löschzug 21 – Hiltrup
Im Stadtteil Hiltrup, dem größten Stadtteil außerhalb des Innenstadtbereichs, befindet sich die größte und zugleich eine der ältesten Freiwilligen Feuerwehren. Die Gründung erfolgte bereits 1892, jedoch mussten die Feuerwehrleute zu dieser Zeit noch auf vollkommen unzureichende Gerätschaften zurückgreifen. Seit dem Jahr 1966 befindet sich der Standort des Feuerwehrhauses an der Friedhofstraße, welches im Jahre 2005 teilsaniert wurde und Platz für sechs Einsatzfahrzeuge bietet. Der Fuhrpark besteht aus einem Hilfeleistungslöschfahrzeug 16/12, einer Drehleiter mit Korb 23-12, einem Tanklöschfahrzeug 4000, einem Schlauchwagen 2000 mit Truppbesatzung einem Rüstwagen 1 und einem Löschgruppenfahrzeug 8/6. Nachdem im Jahre 2015 bereits die Umkleideräume und sanitären Anlagen komplett erneuert wurden, werden im Jahre 2017 sowohl die Küche renoviert, als auch die vier noch fehlenden Tore erhöht. Dies ist dringend erforderlich, da moderne Einsatzfahrzeuge aufgrund ihrer Höhe bislang nicht in das Feuerwehrhaus an der Friedhofstraße passen.

### Löschzug 22 – Amelsbüren
Die Gründung des als Löschzug 22 in die Feuerwehr Münster integrierten Freiwilligen Feuerwehr in Amelsbüren geht schon auf die Mitte des 19. Jahrhunderts zurück. Sie verfügte bereits im Jahre 1890 über ein eigenes Feuerwehrhaus. Dieses wurde im Jahre 1974 durch ein neues ersetzt und befindet sich an der Davertstraße. Zum Fuhrpark gehören ein Löschgruppenfahrzeug 16/12, ein Löschgruppenfahrzeug 16 mit Tragkraftspritze sowie ein IuK-Fahrzeug (Informations- und Kommunikationsfahrzeug), welches als Unterstützung zum ELW 2 der Feuerwache 1 ausrückt.

### Löschzug 23 – Loevelingloh
Die Verpflichtung zum Löschdienst ist bereits im Jahre 1823 urkundlich erwähnt. Die Freiwillige Feuerwehr entstand allerdings erst 1905.
Wie aus der Chronik hervorgeht, wurde bereits 1913 eine alte Handspritze durch eine moderne Feuerspritze ersetzt. Als der Zweite Weltkrieg zu Ende war, war gleichzeitig auch alles feuerwehrtechnische Gerät zerstört. Ein verlassenes Werkstattschiff auf dem Dortmund-Ems-Kanal, welches allerlei brauchbares Löschgerät an Bord hatte, sorgte für den Wiederaufbau des Löschzuges. Der Tragkraftspritzenanhänger (TSA) wurde 1957 außer Dienst gestellt, und der Löschzug bekam ein gebrauchtes TSF vom Typ VW-Bulli. 1961 bekam der Löschzug seine erste, eigene Unterkunft für das Fahrzeug und die Ausrüstung. Diese befand sich am heutigen Kappenberger Damm. Das schrottreife TSF wurde 1964 gegen ein neues TSF der Marke Ford-Transit ausgetauscht.
Im Jahre 1979 entstand eine Partnerschaft mit dem Löschzug Vorhelm der Feuerwehr Ahlen. Seitdem finden regelmäßig gemeinsame Übungen, sportliche Aktivitäten und Kameradschaftsfeiern statt. Da die Anforderungen ständig wuchsen, wurde 1982 das TSF außer Dienst genommen und der Löschzug bekam ein TLF 16/24. Dieses passte natürlich nicht in die alte Unterkunft. Das Problem löste man, indem eine angemietete Scheune, in der Straße von-Rennesse-Weg 66, in Eigenleistung umgebaut wurde. Das TLF 16/24 wurde 1984 gegen ein TLF 16/25 neuer Bauart ausgetauscht. Im Jahre 1998 geschah der Umzug in das heutige Feuerwehrhaus an der Wiedaustraße 125. Das TLF 16/25 wurde durch ein fast neues ersetzt und ein LF 16-TS, als auch ein RW 1 kamen hinzu. Das TLF 16/25 wurde im Frühjahr 2009 gegen ein HLF 20/16 getauscht. Im August 2023 erhielt der Löschzug ein TLF 4000 auf Tatra-815-7.
Der Löschzug 23 betreut heute ein Einsatzgebiet von ca. 25 km². Es ist gekennzeichnet durch landwirtschaftliche Betriebe, Streusiedlungen, einem Gewerbegebiet, einem psychiatrischen Fachkrankenhaus und einem 20 km langen Abschnitt der Bundesautobahnen A 1 und A 43. Außerdem nimmt der Löschzug die Brandschutzerziehung in der ortsansässigen Grundschule wahr. Zurzeit sind 35 Feuerwehrmänner (SB) im Einsatzdienst, drei Jugendliche in der Jugendfeuerwehrgruppe 6 und elf Kameraden in der Ehrenabteilung.

### Löschzug 24 – Albachten
Die Freiwillige Feuerwehr in Albachten existiert bereits seit dem Jahr 1881 und ist als Löschzug 24 in die Feuerwehr Münster integriert. Im Feuerwehrhaus an der Dülmener Straße sind ein Hilfeleistungslöschfahrzeug 20 (Funkrufname: Florian Münster 24/HLF20/1) und ein Löschgruppenfahrzeug 20 für den Katastrophenschutz (Funkrufname: Florian Münster 24/LF-KatS/1) für Einsätze vorbehalten. Die drei alten Fahrzeuge sind Außendienst gestellt. Die Feuerwehr soll in den nächsten Jahren ein neues Feuerwehrhaus im Albachtener Neubaugebiet benutzen können.
Es gibt rund 45 aktive Einsatzkräfte in der Freiwilligen Feuerwehr und zwei Jugendliche in der Jugendfeuerwehr.